# モルドバ軍
モルドバ軍（モルドバぐん、ルーマニア語: Armata Națională a Republicii Moldova）は、モルドバの国軍である。
内陸国であるため、陸軍と空軍の二軍構成となっている。

## 概要
国防予算は4550万米ドル（2022年）。総人員数は現役5,150名（陸軍3,250名、空軍600名、兵站支援1,300名）、予備役58,000名。また、準軍事部隊（内務省）900名も有する。
モルドバは、旧ソビエト連邦に関連する すべての軍備管理義務を受け入れている。同国は1992年10月30日、ヨーロッパにおける通常戦力条約を批准。この条約は、従来の軍事装備の主要カテゴリーにおいて包括的な制限を設け、それらの制限を超える兵器の破棄を規定するものとなっている。
また、1994年3月16日には北大西洋条約機構の平和のためのパートナーシップに加盟。同年10月にはワシントンDCで核不拡散条約に加盟している。
なお、同国軍は核兵器ならび化学兵器・生物兵器を常備しない軍隊である。

## 歴史
1990年11月2日、モルドバ国家の形成に先立って、MSSRの最高会議は、軍事化された政府機関として「共和国親衛隊」（モルドバ語: Garda Republicană）の創設を指令する。
この部隊はのちに1991年9月3日に「共和国軍」へ編成され、その後、ソ連崩壊による「モルドバ共和国」としての絶対的な独立時に現在のモルドバ軍となった。
当初は12,000 - 15,000人の志願兵への移行が計画されていたが、1991年に同国内の紛争が勃発すると18歳～40歳の男性が徴兵・動員され、軍組織が一時的に拡大された。
2021年11月、モルドバ議会はモルドバ軍の国連レバノン暫定駐留軍（UNIFIL）への参加を承認。2022年8月から派遣が行われている。

## 機構
同国軍の参謀は現在、以下の形で構成されている。
- 参謀本部（所在地はキシナウ）
  - 陸軍司令部
  - 空軍司令部
- 人事局
- 参謀司令部
- 兵站総局
- 戦略計画局
- 通信情報システム総局
- 教育・訓練および教義総局
- 計画・財務・監視局
- 法務部門
- 医療部門
- 参謀連隊「ニコラエ・ペトリカ准将」（Generalul de brigadă Nicolae Petrică）
  - 憲兵

## 組織・編制
- モルドバ陸軍（英語版）
- モルドバ空軍
- ドナウ川駐留部隊
- モルドバ国境警察（ルーマニア語版、英語版）

## 装備

### 陸軍

#### 装甲戦闘車両
- BMD-1 ×44両[1]
- BTR-D ×9両[1]
- MT-LB ×52両（派生型を含む）[1]
- BTR-80 ×12両[1]
- TAB-71 ×80両[1]

#### 対戦車兵器
- 9K111 ファゴット 対戦車ミサイル[1]
- 9K111-1 コンクールス 対戦車ミサイル[1]
- SPG-9 無反動砲[1]
- MT-12 100mm対戦車砲×31門[1]

#### 火砲・ロケット砲
- M-30 122mm榴弾砲 ×16門[1]
- 2A36 ギアツィント-B 152mmカノン砲 ×20門[1]
- D-20 152mm榴弾砲 ×31門[1]
- 9P140 ウラガン 自走多連装ロケット砲 ×11両[1]
- 2S9 ノーナ-S 120mm自走迫撃砲 ×9両[1]
- BM-37 82mm迫撃砲 ×75門[1]
- M-1989 120mm迫撃砲 ×50門[1]
- PM-38 120mm迫撃砲 ×7門[1]

#### 対空兵器
- ZU-23 23ｍｍ高射機関砲 ×28基[1]
- S-60 57mm高射機関砲 ×11基[1]

#### その他
2014年11月12日、米国がモルドバ国軍の平和維持活動大隊へ「モルドバの平和維持の能力を高める為」としてハンヴィーを寄贈ならび寄附している。

### 空軍
「モルドバ空軍」を参照

## その他
- 同国軍には祝日と同位置にある職業上の休日が設けられており、9月3日を「国軍の日」（ルーマニア語: Ziua Armatei Naționale）と定めている。

- モルドバ東部にはモルドバから事実上の独立を宣言している「沿ドニエストル共和国」が存在し[4][5]、独自の軍隊（沿ドニエストル共和国軍）を有している[6]。また、同地にはロシア軍が駐留している（在モルドバ共和国沿ドニエストル地域ロシア軍作戦集団）[6][7]。